# Empresa de capital aberto
Empresa de capital aberto é uma sociedade anônima cujo capital social é formado por ações — títulos que representam partes ideais — livremente negociadas no mercado sem necessidade de escrituração pública de propriedade (por parte da pessoa física compradora).
As pessoas compradoras das ações são proprietárias apenas de uma parte ideal da empresa. Assim, podem responder por dívidas assumidas pelo corpo diretivo da empresa (o Conselho de Administração; os gerentes executivos ou diretores; membros da Diretoria Executiva), mas apenas e tão-somente em função do valor monetário da parte ideal — quantificada pelas ações sob sua posse, e apenas por elas. 

## Política empresarial
A diferença entre empresas de capital fechado e aberto de tamanhos semelhantes é apenas contábil, escolhida pelos proprietários da empresa de acordo com seus interesses. Na maioria das empresas um ou dois sócios controlam a maioria do capital da empresa e, a parte à contabilidade mais rigorosa, a gerenciam como uma empresa de capital efetivamente fechado.
Em grandes empresas onde o controle do capital é diluído os executivos diretores são subordinados ao conselho dos acionistas (sócios) para que a empresa tome a direção que lhes parece melhor. Finalmente, especialmente nestas empresas de capital diluído, os principais executivos tornam-se sócios (mediante recebimento de ações ou opções), efetivamente alinhando seus interesses com os da companhia.

## Em Portugal
O conceito de sociedade aberta ao investimento do público ou simplesmente sociedade aberta foi introduzido em Portugal em 1999, com a publicação do Código dos Valores Mobiliários, substituindo as expressões sociedade de subscrição pública e sociedade com subscrição pública utilizadas anteriormente. Com a revisão de 2021 deste código, é eliminada a figura de sociedade aberta, passando a usar-se a expressão sociedade cotada, em linha com o praticado na União Europeia.